# Riserva naturale Monte Labbro
La riserva naturale Monte Labbro è un'area naturale protetta situata nel comune di Arcidosso, in provincia di Grosseto ubicata a sud-ovest del monte Amiata in un'area di grande valore paesaggistico, ambientale e storico. Vi si accede dalla frazione di Zancona.
L'area della riserva naturale (616 ha) comprende al suo interno sia il parco faunistico del Monte Amiata, che la vetta del monte Labbro (altezza m. 1193), con la torre Giurisdavidica, legata alla memoria storica di Davide Lazzaretti.
Una parte consistente della superficie della riserva è di proprietà pubblica.
È molto elevato il valore per l'avifauna legata agli ambienti rupicoli, alle praterie rocciose, ed agli ambienti agropastorali tradizionali.

## Istituzione
D.C.P. 73, 13.05.98 - D.D. 1490, 16.11.98
Su parte della riserva insiste il sito di interesse regionale "Monte Labbro e alta valle dell'Albegna", tutelato anche come zona di protezione speciale (ZPS) e proposto come sito di importanza comunitaria (pSIC).

## Territorio
La riserva è situata nella parte orientale della provincia ad una distanza di circa 35 km in linea d'aria da Grosseto. Il territorio è di media montagna, con rilievi come il Monte omonimo che raggiunge l'altitudine di 1.190 metri ed altri intorno ai 900-1000 metri.
I corsi d'acqua principali sono rappresentati dai torrenti Onanzio e Zancona.
La geologia annovera formazioni a calcari vari (prevalenti), compreso il rosso ammonitico, a calcareniti, ad argilliti e a diaspri.
Il paesaggio della riserva è particolarmente suggestivo, in quanto contrastante con quello del vicino cono vulcanico del monte Amiata. Infatti, la cima del monte Labbro, costituita da rocce calcaree bianche, fratturate ed in gran parte spoglie, è circondata da un mosaico di pascoli, siepi e campi coltivati, dove un'agricoltura estensiva permette il mantenimento delle caratteristiche naturali. Da segnalare, sulla sommità del monte Labbro, la presenza di alcuni edifici di eccezionale importanza storico-culturale, risalenti al movimento giurisdavidico di Davide Lazzaretti.
Dal punto di vista fito-climatico, secondo Pavari, la riserva rientra nel Castanetum. 
Il clima rientra nel tipo sub-umido, con precipitazioni medie fra i 1.000-1.100 mm.

## Geomorfologia
La tipologia ambientale prevalente nel SIR è data dall'area alto collinare e montana, con orografia e paesaggio vegetale molto eterogenei. Prevalgono i complessi mosaici di seminativi, prati pascoli, praterie con affioramenti rocciosi e boschi, nella porzione settentrionale. La porzione meridionale comprende il corridoio fluviale del fiume Albegna, caratterizzato da profonde gole, con boschi di forra e habitat rupestri. Sono compresenti habitat naturali, seminaturali ed artificiali rari in Toscana. 
Le altre tipologie ambientali rilevanti sono il fitto reticolo di siepi e alberature, il sistema di pozze e abbeveratoi, i complessi ipogei, i rimboschimenti.

## SIR
Il SIR del "Monte Labbro e alta valle dell'Albegna" è in parte compreso nelle riserve naturali provinciali "Monte Labbro", “Rocconi” e “Pescinello” e parte nell'oasi WWF Bosco dei Rocconi.
La parte settentrionale del sito rappresenta uno dei migliori esempi della Toscana di paesaggio agro-silvo-pastorale tradizionale, con elevato valore conservazionistico. 
Le gole dell'alto corso del fiume Albegna costituiscono una notevole emergenza geomorfologica. Ecosistemi fluviali con formazioni ripariali arboree ed arbustive in ottimo stato di conservazione.
I principali elementi di criticità interni al sito sono: 
- in gran parte del sito, il paesaggio vegetale è determinato dalle attività agropastorali tradizionali, il cui mantenimento non è garantito, in assenza di un piano di gestione supportato da opportuni investimenti;
- localizzate condizioni di sovrapascolamento, anche con innesco di fenomeni erosivi, e diffusi fenomeni di abbandono o sottoutilizzazione del pascolo, con degradazione o perdita di habitat prioritari;
- rischio di abbattimenti illegali di specie presenti a bassissime densità.
- presenza di linee elettriche con tipologia costruttiva pericolosa per l'avifauna;
- ipotesi di realizzazione di impianti eolici, con rischio di compromissione di habitat prioritari di prateria e pericolo per le specie rare di rapaci;
- deficit idrico estivo, accentuato da prelievi e captazioni;
- disturbo alle colonie ipogee di chirotteri, causato dall'attività speleologica;
- casi di bracconaggio;
- recente incremento della fruizione turistica.

I principali elementi di criticità esterni al sito sono: 
- diffusa riduzione del pascolo e scomparsa di sistemi agropastorali tradizionali;
- abbattimenti illegali di rapaci;
- presenza di siti estrattivi.

I principali obiettivi di conservazione da adottare sono: 
1. conservazione e, ove necessario, ripristino del complesso mosaico ambientale, determinato dalle forme tradizionali di uso del suolo (EE);
2. conservazione dei rilevanti popolamenti di uccelli nidificanti legati agli ambienti agropastorali e rupestri (EE);
3. conservazione degli elevati livelli di naturalità dei corridoi fluviali (e delle numerose specie animali d'interesse conservazionistico legate a questi ambienti) e dei boschi di forra (E);
4. [conservazione dei popolamenti di Anfibi (E).

Indicazioni per le misure di conservazione: 
- attuazione delle previsioni del piano di gestione del sito (EE);
- elaborazione di un piano di settore che analizzi in dettaglio la situazione attuale e le prospettive delle attività agro-pastorali all'interno del sito in rapporto alle esigenze di conservazione e individui le misure da adottare per il raggiungimento di detti obiettivi (EE);
- tutela delle stazioni faunistiche di maggiore interesse, anche rispetto al potenziale disturbo provocato dall'escursionismo naturalistico, che è in aumento (EE);
- controllo degli scarichi e dei prelievi idrici, tutela dei corridoi fluviali e dei boschi di forra (E);
- controllo delle attività speleologiche nei siti d'interesse per i Chirotteri (M);
- conservazione/ripristino del sistema di pozze di abbeverata importanti per gli Anfibi (E).

## Flora
Tra le peculiarità del sito, ci sono le cospicue stazioni di specie endemiche e di altre di notevole interesse fitogeografico, fitocenosi casmofitiche ben conservate e cenosi glareicole lungo il corso del fiume Albegna.
La riserva è caratterizzata da scarsa presenza di vegetazione arborea, limitata alla zona del torrente Onanzio, con caducifoglie come cerro, olmo, nocciolo, acero e castagno. 
L'agricoltura è riconducibile alla pastorizia e alle coltivazioni relative.

I campi coltivati sono ancora decorati, come succedeva in passato,  da fiordalisi, gittaioni e speronelle.
Le siepi sono formate da arbusti di pruno, biancospino e acero campestre.
Ma è nei pascoli che sono presenti le specie floristiche di maggiore importanza, come la Viola etrusca (endemismo delle montagne della Toscana meridionale) e varie specie di orchidee (Dactylorhiza maculata fuchsii, Anacamptis morio, ecc). Tali pascoli, che rappresentano un ambiente prioritario per la direttiva comunitaria Habitat, sono stati oggetto di specifiche misure di tutela.
Fitocenosi casmofitica delle rupi calcaree sull'Albegna, fra Pod. Rocconi e la confluenza col Torrente Rigo. Popolamenti camefitico-suffruticosi su diaspri di Pietra Sorbella e Pietra Rossa. Fitocenosi litofile e calcicole del Monte Labbro.

## Fauna
La fauna è rappresentata da innumerevoli specie fra cui alcune di interesse comunitario (direttiva CEE 92/43). Per quanto riguarda i rettili, sono presenti colubridi come il cervone (Elaphe quatuorlineata) e il biacco (Hierophis viridiflavus), viperidi come l'aspide (Vipera aspis), vari lacertidi, e infine la testuggine di Hermann (Testudo hermanni). Tra gli anfibi vi sono il tritone crestato italiano (Triturus carnifex), la salamandrina dagli occhiali meridionale (Salamandrina terdigitata) e specie endemiche dell'Appennino come Rana italica e Bombina pachypus. Fra gli invertebrati il lepidottero Euplagia quadripunctaria.
La Riserva presenta una notevole varietà di mammiferi. Tra i cervidi è presente il capriolo, la cui popolazione corrisponde in gran parte geneticamente alla sottospecie Capreolus capreolus italicus; è presente anche il daino (Dama dama), e in misura molto minore anche il cervo (Cervus elaphus). Presenza relativamente abbondante è poi quella del cinghiale (Sus scrofa). È riscontrata la presenza del lupo (Canis lupus). Presenze numerose nella riserva sono inoltre il gatto selvatico, la puzzola, la faina, la martora Martes martes. Tra i chirotteri, il rinolofo euriale (Rhinolophus euryale) è stanziale.
Alcuni mammiferi sono inoltre ospitati nei recinti del Parco faunistico del Monte Amiata; ad oggi vi sono caprioli italici, mufloni, lupi, capre e asini amiatini. Importante anche la presenza di bestiame, in particolare pecore e cavalli. La pastorizia deve rispettare le norme che tutelano i pascoli dell'area protetta.
Per quanto riguarda gli uccelli, l'area della riserva e le sue immediate vicinanze ospitano anche una delle più importanti colonie di nidificazione di albanella minore in Italia. Sono presenti inoltre numerose specie di uccelli caratteristici delle zone montane, come i fringuelli alpini e i sordoni, che frequentano la cima del Monte Labbro in inverno, o i culbianchi e gli ortolani, che vi nidificano. Altri uccelli presenti sono la poiana, l'astore, lo sparviero, l'albanella minore, il lanario, il martin pescatore, il gruccione, la ghiandaia marina e il merlo acquaiolo. Il SIR ha inoltre un valore molto elevato per l'avifauna legata agli ambienti rupicoli, alle praterie rocciose o agli ambienti agro-pastorali "tradizionali": ad esempio ospita probabilmente il principale nucleo nidificante della Toscana di Circus pygargus; per molte specie rare e minacciate è uno dei siti più importanti a livello regionale; sono soprattutto da ricordare, fra le specie nidificanti, il lanario (Falco biarmicus), nidificante regolare, per il quale questo è uno dei siti chiave della Toscana, ma anche il biancone (Circaetus gallicus), l'ortolano (Emberiza hortulana), nidificante in quello che è uno dei pochi siti dove la specie è ancora presente, oltre a Falco subbuteo, Lanius senator, Oenanthe oenanthe, Monticola saxatilis, e Monticola solitarius, e, fra quelle svernanti, Tichodroma muraria e Circus cyaneus.
Nel 2007 e 2014 vennero effettuate reintroduzioni del nibbio reale (Milvus milvus) all'interno della Riserva. Questo rapace  si estinse in Toscana tra gli anni '60 e '70, ma oggi, grazie a questi interventi cruciali, si contano 20-30 coppie nella regione, quasi tutte localizzate nella Toscana meridionale e molte di queste proprio in prossimità del Monte Labbro.